# 蕭績
南康简王蕭绩（505年—529年7月30日），字世谨，小字四果，梁武帝蕭衍第四子，母为董淑仪。

## 生平
天监七年九月癸巳（508年10月22日），封南康郡王，食邑二千户。出任轻车将军，领石头戍军事。天监十年正月甲辰（511年2月20日），改任使持节、都督南徐州诸军事、南徐州刺史，进号仁威将军。天监十六年（517年），改任宣毅将军，领石头戍军事。天监十七年二月乙卯（518年3月26日），改任使持节、都督南兗、北兗、青、徐、冀五州诸军事、南兗州刺史。蕭绩在南兗州刺史任上，因善政而被称道。梁武帝下诏征还蕭绩时，当地百姓曹嘉乐等三百七十人联名上表，称赞蕭绩有十五条杰出的政绩，乞望留任，梁武帝下诏准许，进号北中郎将。
普通四年（523年），改任侍中、云麾将军，领石头戍军事。普通五年四月乙未（524年6月2日），改任使持节、都督江州诸军事、江州刺史。董淑仪去世后，蕭绩丁忧，居丧过礼，受到梁武帝的嘉勉，蕭绩自求解除州任。大通二年三月壬戌（528年4月9日），改任安右将军，领石头戍军事。中大通元年四月癸未（529年4月25日），加号护军将军。
中大通元年闰六月己未（529年7月30日），蕭绩因感病在任上去世，时年二十五岁，追赠侍中、中军将军、开府仪同三司，谥曰简王。蕭绩寡玩好，少嗜欲，没有仆妾，躬事约俭，自己的所有租秩都寄放在天府。蕭绩死后，府库有南康国的数千万无名钱。

## 家庭

### 母
董淑仪，梁武帝的妃嫔，封为淑仪或昭仪，董淑仪去世后，蕭绩丁忧，居丧过礼，受到梁武帝的嘉勉

### 子女
蕭绩有子六人，知名者三人，女有史可查者一人。
- 長子：南康王蕭會理
- 二子：祁阳侯蕭通理
- 六子：安乐侯蕭乂理
- 女：安固公主

## 延伸阅读
[在维基数据编辑]
 《梁書/卷29》，出自姚思廉《梁書》
 《南史/卷53》，出自李延壽《南史》